# Eburodacrys xirica
Eburodacrys xirica là một loài bọ cánh cứng trong họ Cerambycidae.